# Padre Tempo (DC Comics)
Padre Tempo è un personaggio immaginario, un super criminale nelle pubblicazioni della DC Comics. Comparve per la prima volta in Seven Soldiers: Frankenstein n. 3 (aprile 2006), e fu creato da Grant Morrison e Doug Mahnke.

## Biografia del personaggio
Padre Tempo è il comandante del Super Human Advanced Defence Executive (S.H.A.D.E.), un gruppo per operazioni segrete come l'atto Patriottico finanziato dal governo che impiegava i metaumani per combattere il terrorismo. La sua unica preoccupazione sembra essere solo quella di consolidare il potere come il potere nazionale. In Uncle Sam and the Freedom Fighters n. 1, assassinò un candidato presidenziale che teneva troppo sotto controllo lo S.H.A.D.E., e lo rimpiazzarono con un doppione, Gonzo il Bastardo Meccanico.
Padre Tempo comparve per la prima volta in Seven Soldiers of Victory: Frankenstein n. 3 di Grant Morrison, temporaneamente pressando per avere al servizio dello S.H.A.D.E. degli assassini non-morti. Durante la Seconda Guerra Mondiale, Tempo e lo S.H.A.D.E. tentarono di fermare la furia di Black Adam, ma questi strappò la faccia di Tempo.
Tempo, confinato in un letto d'ospedale, si mutò in una nuova forma. Comparve successivamente in Crisi infinita in The Battle for Blüdhaven, e sembrò essere il protagonista nella nuova miniserie Freedom Fighters.
Padre Tempo rinaque nel nuovo corpo di Capodanno per accompagnare il nuovo anno. In Frankenstein, comparve come un uomo di colore che indossava un costume simile a quello di The Spirit, ma indossando una bombetta. Questa è la sua comparsa quando Blck Adam gli strappò il volto. Il Padre Tempo mostrato in Freedom Fighters, d'altra parte, è un uomo bianco anziano con i capelli lunghi ed una barba alla Buffalo Bill, ad eccezione dei numeri 7 ed 8, in cui somiglia al Dottor Occult afro-americano.
Per la maggior parte della serie Uncle Sam and the Freedom Fighters, Padre Tempo fu descritto come un criminale, ma nel n. 8 rivelò di conoscere tutto il pericolo che Gonzo pose sulla sua strada, e creò le nuove versioni di Doll Man, Phantom Lady, ecc., per togliere di mezzo Zio Sam, facendo comparire i suoi uomini come eroi agli occhi delle persone normali e sventando i piani di Gonzo. Quando Gonzo fu sconfitto, Tempo portò sé stesso e i suoi soldati nella linea temporale.

## Poteri e abilità
Padre Tempo possiede una forza incrementata, sufficiente ad ingaggiare una battaglia con Atomic Knight. All'inizio di ogni anno, si rigenera in nuovo corpo, ma diversamente dai Signori del Tempo della serie TV Doctor Who.